# Àngel Puyol
Àngel Puyol González (Barcelona 1968) es un filósofo, profesor universitario y autor español.

## Biografía
Doctor en Filosofía por la Universidad Autónoma de Barcelona (UAB), es profesor de Ética y Filosofía política en la misma universidad y consultor de Humanidades en la Universidad Abierta de Cataluña. Ha publicado numerosos artículos sobre ética, bioética y filosofía política en revistas especializadas, ha coeditado el libro Bioética, justicia y globalización (Erein, 2007) y es autor de los libros Justícia i Salut. Ètica per al racionament dels recursos sanitaris (UAB, 1999), El discurso de la igualdad (Crítica 2001), El sueño de la igualdad de oportunidades (Gedisa, 2010), El filósofo de la justicia (El País, 2015) y Filosofía de la epidemiología social (CSIC, 2016).
Miembro del Comité de Ética Asistencial del Hospital Universitario Valle de Hebrón, dirige el Departamento de Filosofía de la Universidad Autónoma de Barcelona desde 2009,
En 1999 fue galardonado con el I Premio de Investigación sobre Bioética concedido por la Fundación Víctor Grífols Lucas por su obra Justícia i Salut. Ètica per al racionament dels recursos sanitaris.